# مايكل تشاي
مايكل تشاي (بالإنجليزية: Michael Che) مواليد (19 مايو، 1983)، ممثل، كاتب وكوميدي أمريكي. عمل مراسلاً في "البرنامج اليومي مع جون ستيوارت"، وكان كاتباً في برنامج ساترداي نايت لايف حتى نهاية سبتمبر، 2014، عندما استبدل سيسلي سترونغ في تقديم فقرة أخبار نهاية الإسبوع مع كولن جوست في الموسم الاربعون من البرنامج.

## نشأته
ولد تشاي في مانهاتن، نيويورك، والديه روز وناثانيل كامبل. سُمي تشاي على اسم زعيم العصابات الثوري تشي جيفارا. إرتاد مدرسة فيوريلو إتش. لاغوارديا للموسيقى والفنون المسرحية.

## سيرته المهنية
- ساترداي نايت لايف (2013-الآن)
- البرنامج اليومي مع جون ستيوارت (2014)
- أفضل خمسة (2014)

## وصلات خارجية
- الموقع الرسمي
- مايكل تشاي على موقع IMDb (الإنجليزية)
- مايكل تشاي على موقع ميوزك برينز (الإنجليزية)
- مايكل تشاي على موقع أول موفي (الإنجليزية)
- مايكل تشاي على موقع قاعدة بيانات الفيلم (الإنجليزية)